# Kunstpreis des Landes Nordrhein-Westfalen
Der Kunstpreis des Landes Nordrhein-Westfalen  wird seit 2021 jährlich von der Landesregierung des Landes Nordrhein-Westfalen vergeben, um herausragende Leistungen zeitgenössischer Künstlerinnen und Künstler in einer der fünf Kunstsparten Baukunst, Musik, Literatur, Darstellende Kunst oder Visuelle Künste zu würdigen. Er ist mit 25.000 Euro dotiert. Ein vergleichbarer Preis war von 1953 bis 1968 als Großer Kunstpreis des Landes Nordrhein-Westfalen verliehen worden.

## Liste der Preisträger
- 2021 Mary Bauermeister
- 2022 Johannes Schütz
- 2023 Helge Schneider
- 2024 Ursula Schulz-Dornburg